# جائزة أخلاقنا
جائزة أخلاقنا (بالأنجليزية: Akhlaquna) هي جائزة أطلقتها الشيخة موزا المسند في سنة 2017 بحفل تكريم خريجي طلاب المدينة التعليمية. وذلك لتعزيز الأخلاق الحميدة كالتسامح والكرم والرحمة والصدق. والاحتفاء بمن تُمثّل أفعالهم وسلوكياتهم جوهر المبادرة من المواطنين والمقيمين في قطر، ممن تتراوح أعمارهم بين 15 و24 عامًا، والذين يُساهمون في تحقيق التّغيير الإيجابي في مجتمعهم. ومنذ إطلاقها، قدم الشباب أكثر من 250 مشروعًا إلى مبادرة أخلاقنا، 70 منها في دورتها الثالثة بناءً على احصائيات يناير 2021.

## أهمية الجائزة
للجائزة أهمية في ارشاد مجتمع قطر نحو العلم والخدمة البشرية وتلتمس في اربع اركان تتفق مع معظم الثقافات والديانات وهي:
الرحمة: خلق عظيم قد دعت إليه جميع الأديان السماوية والغير سماوية وثقافات العالم الشتى. وقد وصّى الرسول محمد صلى الله عليه وسلم بها. وهي عمود المجتمع المترابط الناجح، حيث يتجلى به رفق الناس ببعضهم البعض، ويشمل الحيوان والنبات والجماد.
التسامح: قيمة دعت إليها جميع الأديان، وتمثل بها الرسول محمد صلى الله عليه وسلم في السلم والحرب؛ والناس بها يتعايشون في طمأنينة وسلام، وذلك يكون عن طريق الصفح عمن أساء لهم والعفو عمن ظلمهم.
الصدق: كان الصدق خلق الرسول صلى الله عليه وسلم واصحابه الكرام.الصدق عنوان الحق، وبه يبنى مجتمعًا يقوم على الثقة ؛ مجتمع يحرص أبناؤه دائمًا على عدم الكذب في القول والعمل.
الكرم: الكرم صفة تطاب بها النفوس، وتزرع فيها مبادئ المساواة والتكافل الاجتماعي. وهي صفة تدعو إليها المروءة والإنسانية؛ فبالكرم يبنى عالمًا تمتد فيه أيادي الخير لمساعدة الملهوف، فتفرّج عن المكروب، وتسد حاجة المحتاج.

## أهداف الجائزة
- تعزيز القيم الأخلاقية للجيل الصاعد في مجتمع قطر.
- إتاحة الفرص للشباب لسبيل تغيير محيطهم إلى الأفضل.
- تقوية الشباب من خلال برامج وورش واسعة النطاق تعمل نحو تطوير المشروعات المجتمعية للعمل الإنساني.

## امتيازات الجائزة
التكريم: تسلم جائزة الفائز من صاحبة السمو الشيخة موزا المسند
ظهور إعلامي: الظهور على منصات الإعلام ووسائل التواصل الإجتماعي وصحافئها للوصول إلى جمهور أكبر.
الاستمرارية: تتيح الجائزة فرصا في دعم المشاريع للأمام مستقبلا.